# 广日股份
广州广日股份有限公司（证券简称：广日股份、曾用简称：广钢股份等，上交所：600894）是一间从事专用设备制造业的上市公司。

## 广钢股份
廣州鋼鐵股份(广钢股份)曾經是廣州鋼鐵企業集團(廣鋼集團)的上市子公司，經營白鶴洞鋼鐵廠。2008年廣州鋼鐵集團與寶鋼集團簽訂協議，白鶴洞產能將會淘汰，由湛江新廠取代。2012年全部廣鋼股份的資產被廣鋼集團回購，同時將空殼公司出售予廣日集團。

## 廣日集團
公司前身為1989年成立的廣州電梯企業集團公司。

### 广日股份
2012年7月廣日集團借殼上市，向廣鋼集團及金钧有限公司收購其持有的約60.13%广钢股份，同時广钢股份截至2010年12月31日的全部资产及负债將回售廣鋼集團。同年8月31日公司股票在上海证券交易所复牌，证券简称变更为廣日股份，证券代码不变。